# Andrej Vizjak
Andrej Vizjak, slovenski politik, * 6. avgust 1964, Brežice, Slovenija. 
Andrej Vizjak je bil minister za gospodarstvo Republike Slovenije v obdobju 2004–2008. V 10. vladi Republike Slovenije je bil minister za delo, družino in socialne zadeve, v 14. vladi Republike Slovenije pa minister za okolje in prostor.

## Mladost in zgodnja kariera
Po končani gimnaziji v Brežicah je zaključil tudi podiplomski študij na Fakulteti za elektrotehniko in računalništvo v Ljubljani in dosegel naziv magister elektrotehnike.
Njegova prva zaposlitev je bila v tovarni Litostroj v Ljubljani. Kot mladi raziskovalec je nato delal na Institutu Jožef Stefan na razvojno raziskovalnih projektih s področja računalniške avtomatizacije industrijskih procesov za potrebe tovarne celuloze in papirja Videm Krško.
Leta 1994 se je kot inšpektor za delo zaposlil na Inšpektoratu RS za delo v enoti Krško.

## Politična kariera
V letu 2000 je bil državni sekretar za področje zaposlovanja na Ministrstvu za delo, družino in socialne zadeve Republike Slovenije. Na volitvah v državni zbor leta 2000 je bil izvoljen za poslanca in bil vodja poslanske skupine SDS. Leta 2002 pa je sodeloval tudi na lokalnih volitvah in bil izvoljen za župana Občine Brežice. Funkcijo je opravljal do 3. decembra 2004, ko je bil imenovan na mesto ministra za gospodarstvo v 8. vladi Republike Slovenije pod vodstvom Janeza Janše.
3. aprila 2007 je podpisal deklaracijo o gradnji panevropskega naftovoda preko ozemlja Republike Slovenije.
V novem sklicu parlamenta je bil znova izvoljen za poslanca, prav tako na državnozborskih volitvah leta 2011. 10. februarja 2012 je bil v 10. vladi Republike Slovenije imenovan za ministra za delo, družino in socialne zadeve ter se po padcu vlade vrnil v poslanske klopi. V politiko se je znova vrnil spomladi 2020, ko je bil imenovan na mesto ministra za okolje in prostor v času 14. vlade Republike Slovenije.
Njegov mandat na čelu okoljskega ministrstva je zaznamovala novela zakona o vodah, ki se je med drugim dotikala posegov v priobalno območje. Nevladne organizacije so proti noveli vložile referendumsko pobudo. Referendum o Zakonu o spremembah in dopolnitvah Zakona o vodah je potekal 11. julija 2021, udeležilo pa se ga je 45,89 % volilnih upravičencev. Proti zakonu se je izreklo 86,60 % volivcev.
Oktobra 2021 je bil na portalu 24ur.com objavljen izrezek prisluhov pogovora med ministrom Vizjakom in gospodarstvenikom Bojanom Petanom, in sicer iz leta 2004, ko je bil Vizjak gospodarski minister. V pogovoru, ki je bil kasneje označen za "Afero Glupi davki", sta se Vizjak in Petan pogovarjala o prevzemu Term Čatež, Vizjak pa je sogovorcu dejal, da bi bilo plačilo davkov "glupo". Sprva je minister dejal, da je posnetek lepljenka, ob dodatno objavljenih prisluhih pa je potrdil, da so posnetki pristni. Vizjak in del podpornikov je afero označil kot napad "smetarskega lobija", ki želi preprečiti ureditev problematike smeti. Koalicijski stranki SMC in NSi sta od VIzjaka zahtevali pojasnila, slednja pa je po internem posvetovanju ministru podporo odrekla.